# Савелетри (Бриндизи)
Савелетри (итал. Savelletri) је насеље у Италији у округу Бриндизи, региону Апулија.
Према процени из 2011. у насељу је живело 682 становника. Насеље се налази на надморској висини од 4 м.